# Église Notre-Dame-de-la-Mer de Camiers
L'église Notre-Dame-de-la-Mer est une église sise à Camiers, commune française du département du Pas-de-Calais de la région Hauts-de-France.

## Historique
En 1766, lors d'une assemblée des habitants de Camiers, en présence de Pierre de Savoye, curé, il est décidé la construction d'une deuxième église pour remplacer celle qui avait été ensevelie sous les sables en 1755.
Dans les cahiers de doléances de 1789 de la commune de Camiers, les habitants rapportent que la première église a complètement disparu, vers 1755, ensevelie sous une grande quantité de sable poussé par les vents, comme le fut, 100 ans auparavant, le village voisin de Rombly complètement disparu, lui aussi, sous les sables. Après cette première église disparue, ils rapportent qu'une nouvelle a été construite, vers 1771, et qu'elle est en train de subir le même sort.
Plus tard, l'idée d'ériger une nouvelle église revient à l’abbé Bloquel. Dans sa démarche, il est aidé financièrement par un paroissien Émile Ponche qui souhaite rendre hommage à sa cousine, Mme Magnier qui lègue à sa mort une somme de 100 000 francs pour la construction d’une nouvelle église paroissiale.
En 1913, l'église Notre-Dame-de-la-Mer, d’inspiration néo-romane, telle que nous la connaissons aujourd'hui, est donc construite, rue de l'Église, sur les plans de l'architecte parisien, Louis Faille. Elle succède à deux églises disparues.
La bénédiction de l’édifice, prévue le 16 août 1914, est repoussée au 29 novembre en raison de l’entrée en guerre. Elle est inaugurée par le vicaire général Rambure en l’absence de l’évêque retenu à Arras.

## Description
Le porche s’ouvre au pied du clocher grâce à une ouverture en plein cintre surmontée d’un tympan ogival au décor en trompe l’œil : le Christ entouré des symboles des quatre évangélistes semble être réalisé en mosaïque alors qu’il est peint.

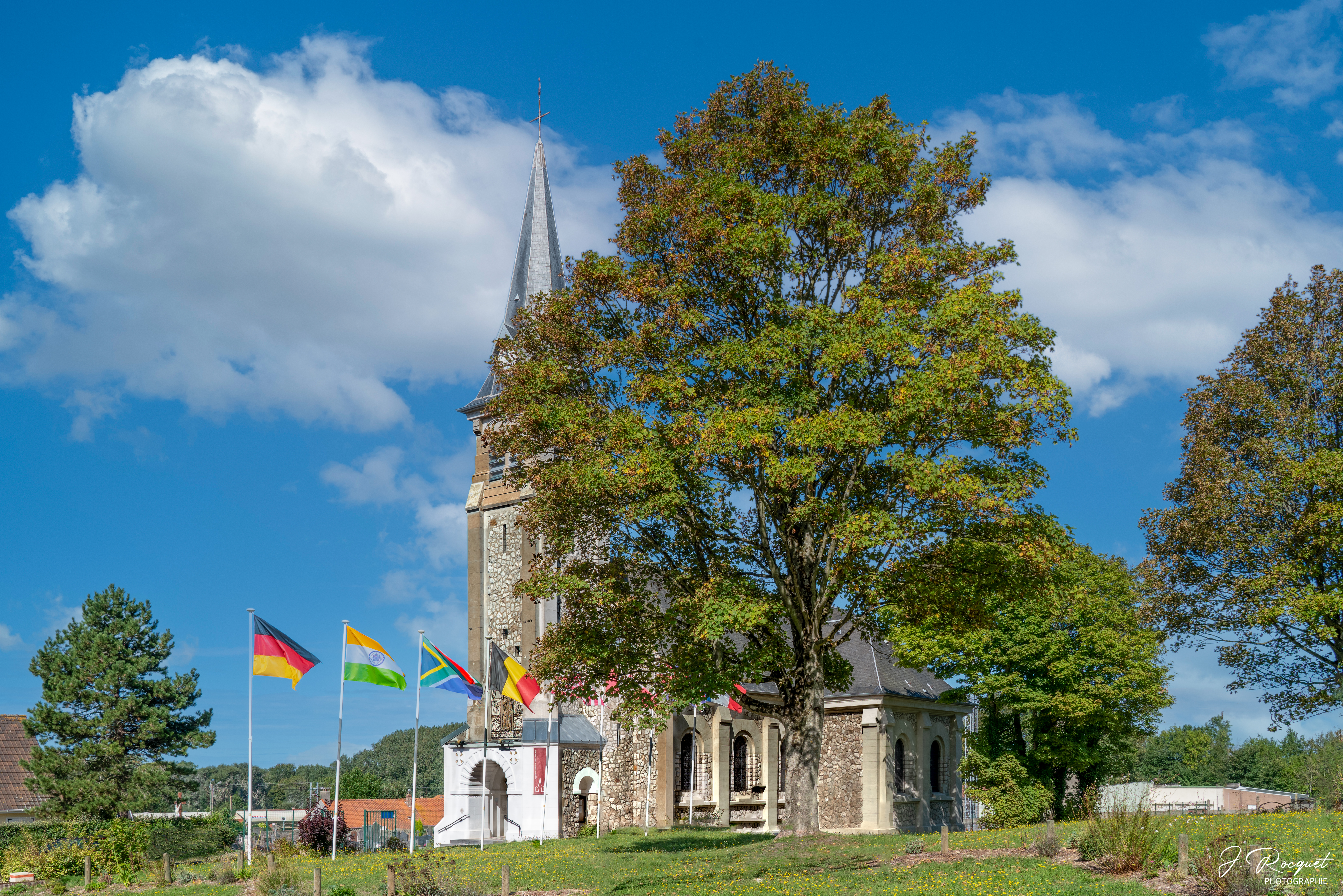
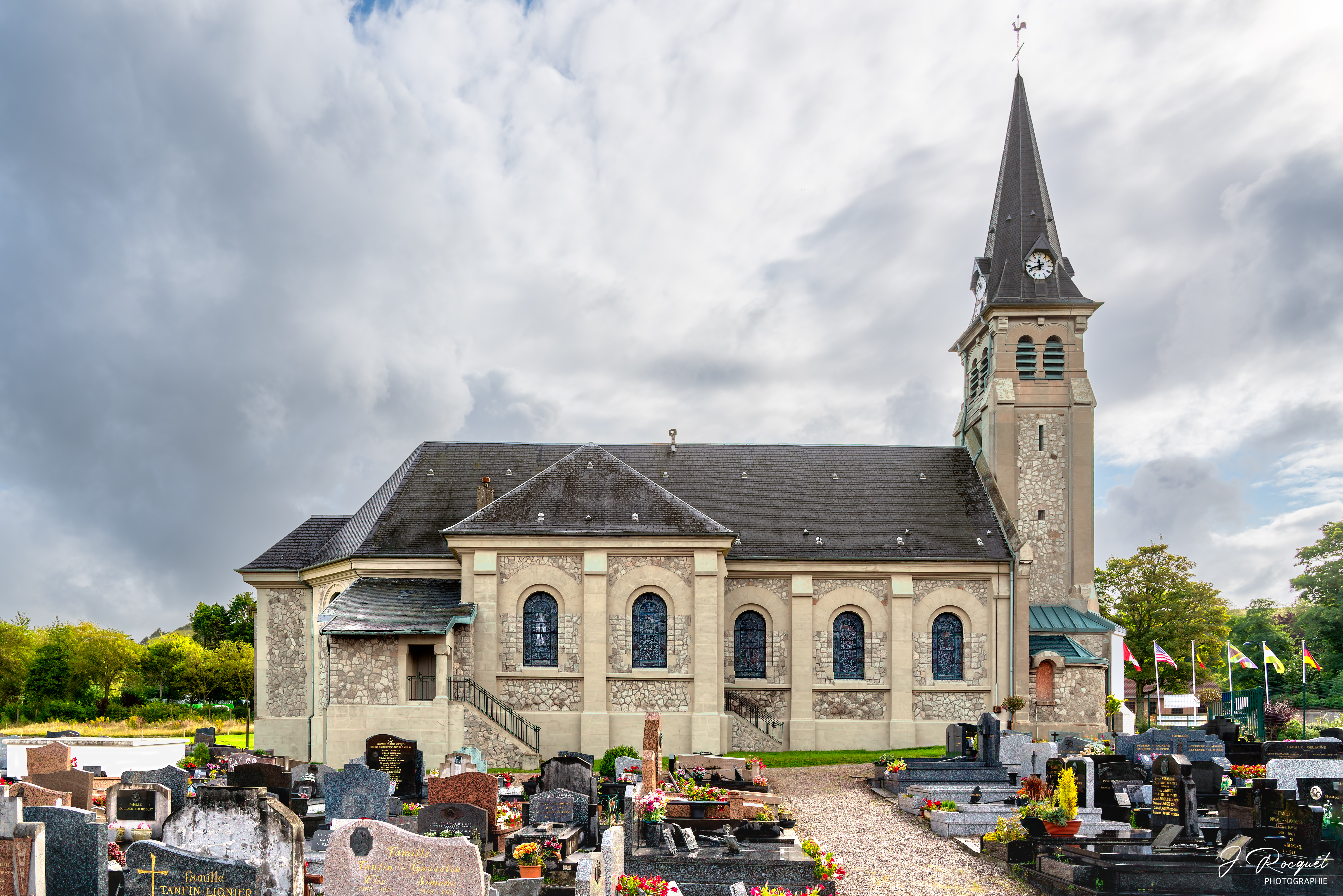
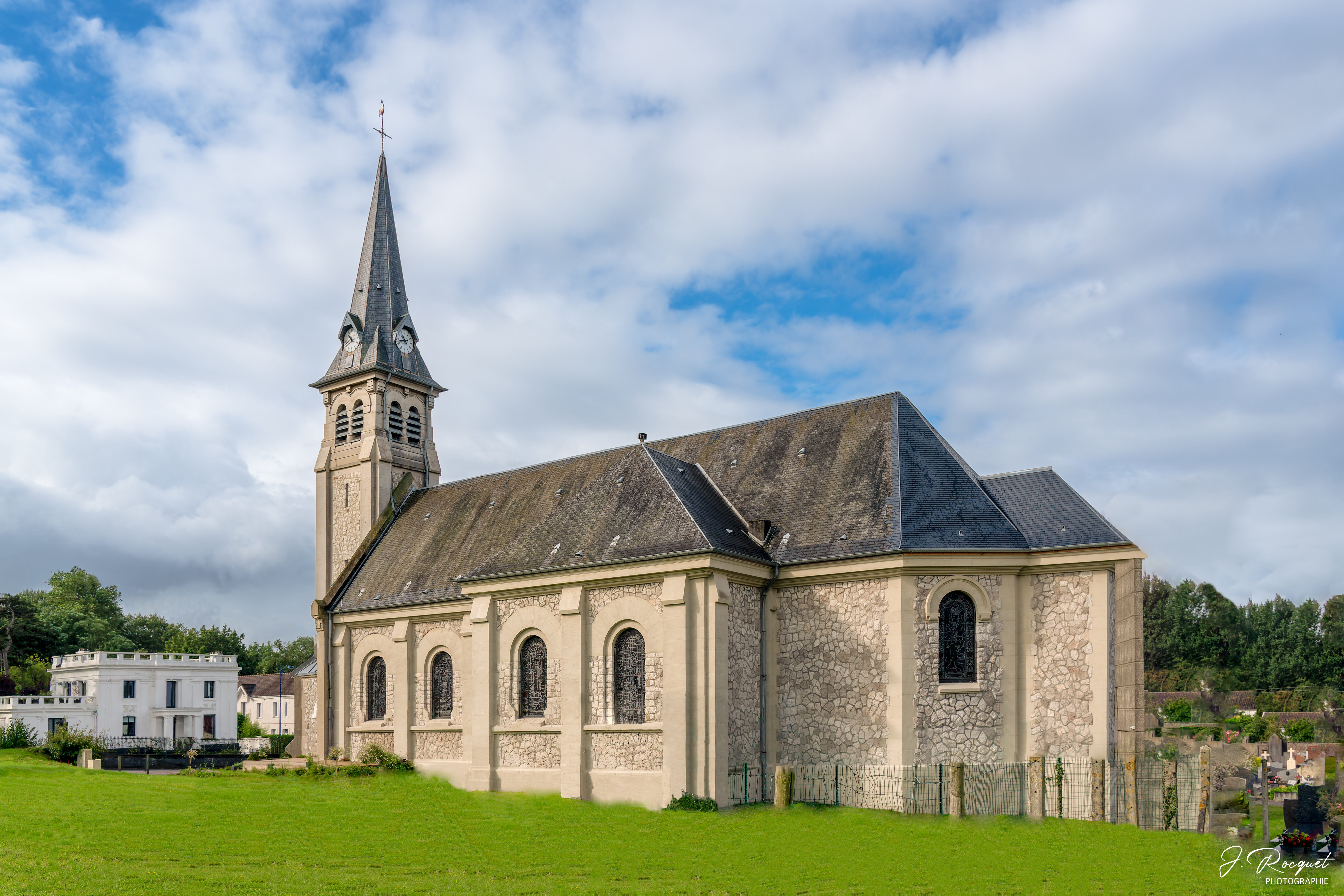

A l’intérieur, la nef de cinq travées est rythmée par deux chapelles formant transept et s’achève par un chœur à trois pans, prolongé par une chapelle axiale.

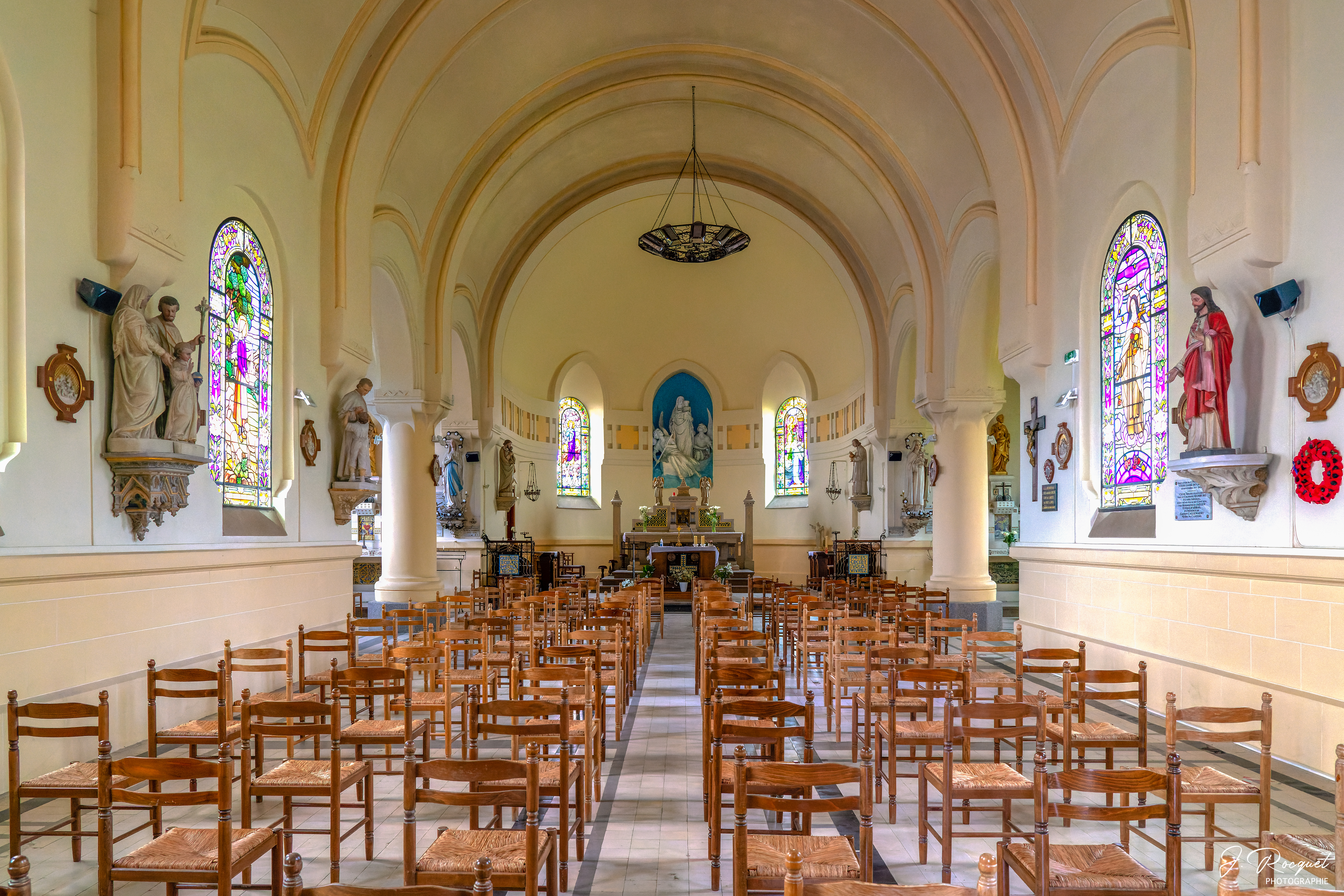
La nef et le chœur.
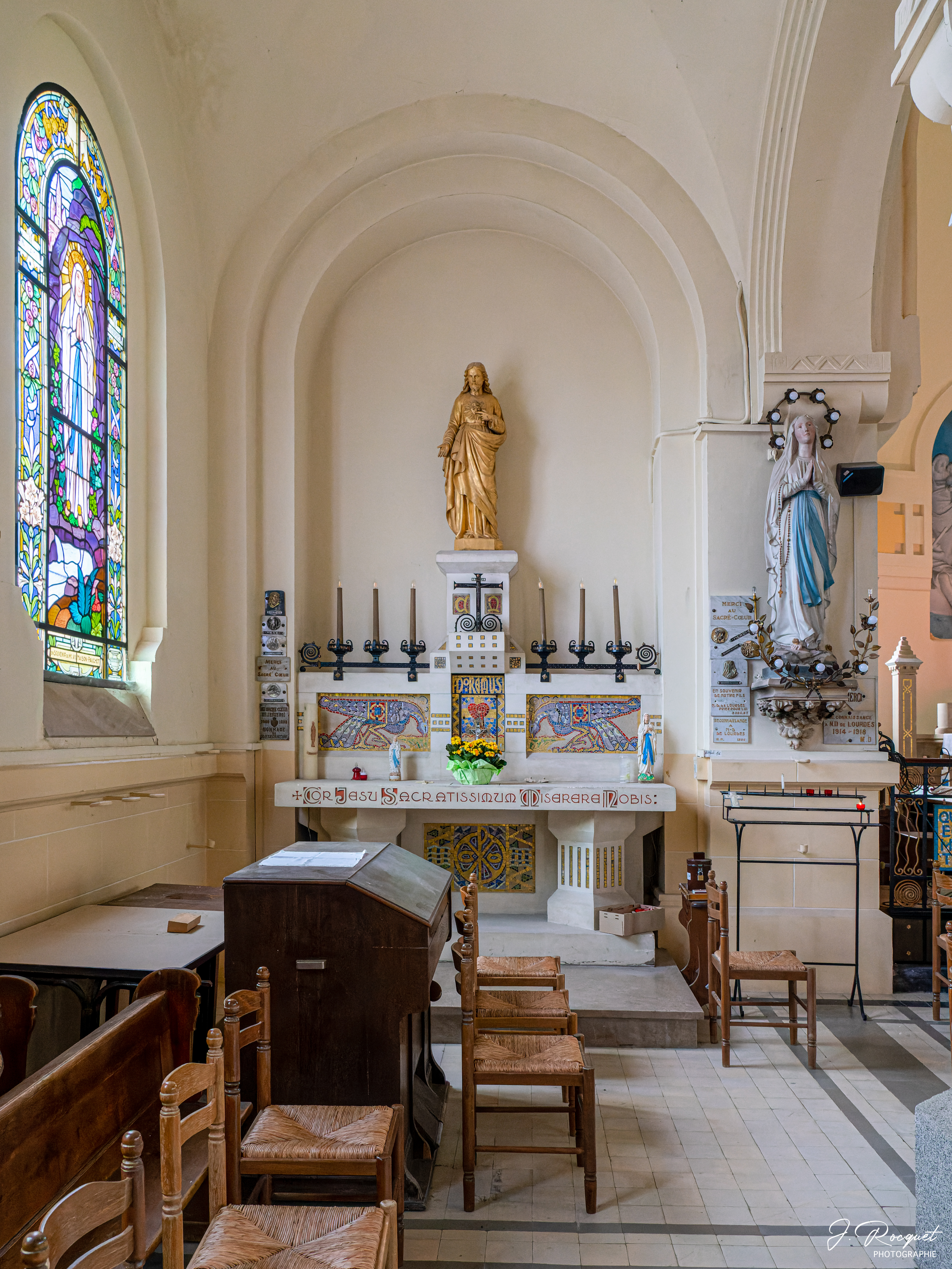
La chapelle de gauche.
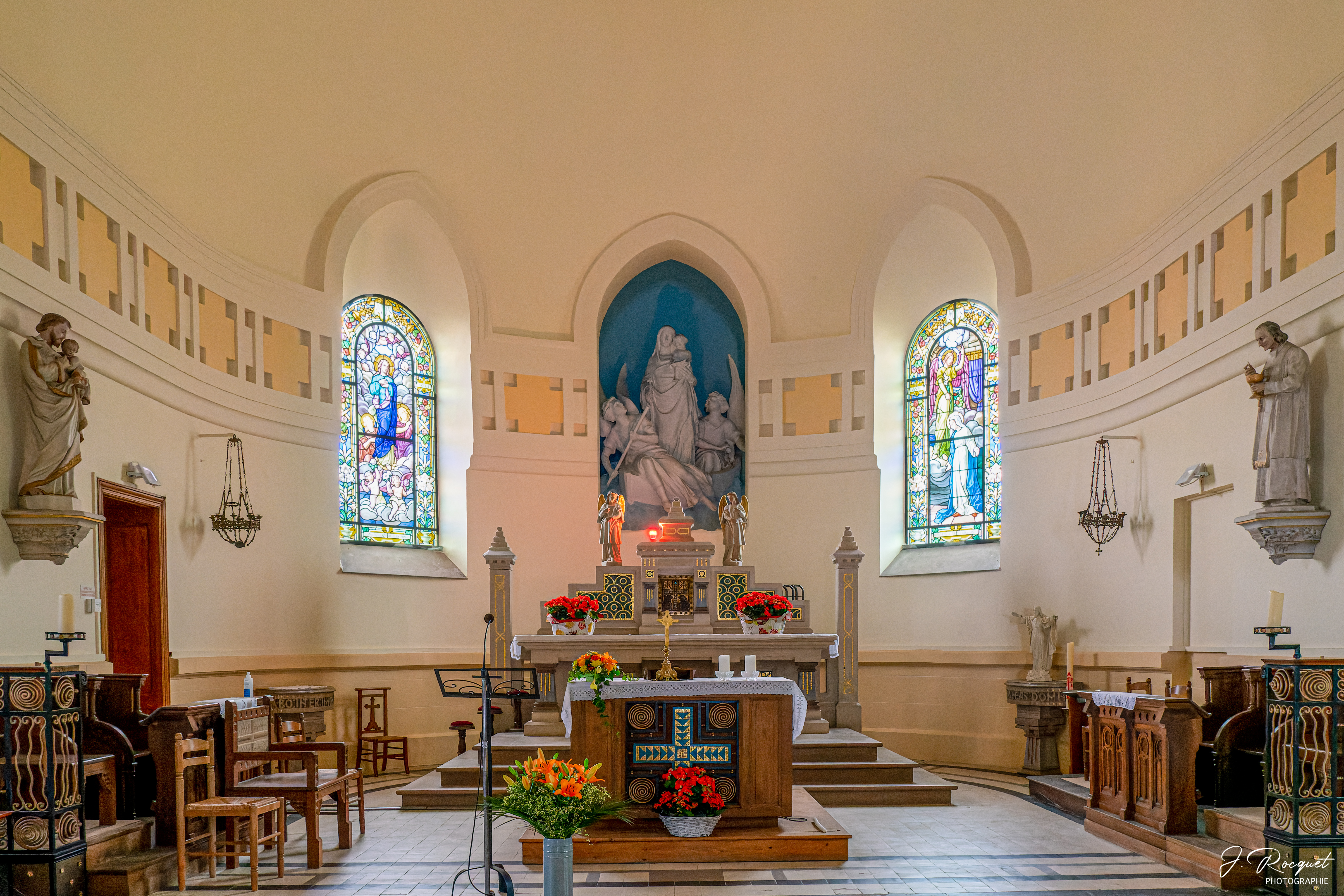
Le chœur.
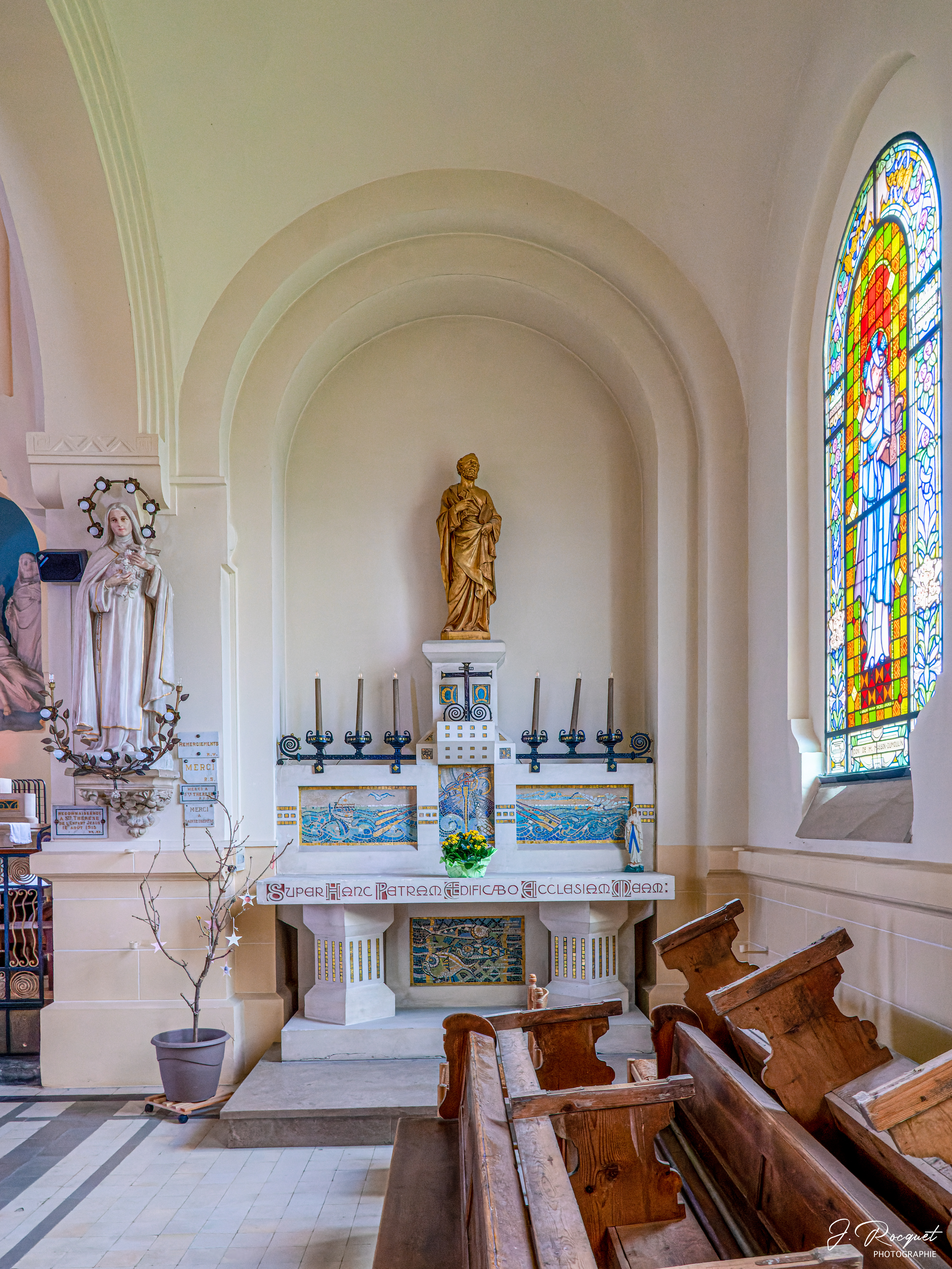
La chapelle de droite.

Pendant la Première Guerre mondiale, un hôpital anglais est installé à Camiers et les soldats qui fréquentent Notre-Dame-de-la-Mer offrent deux vitraux : Saint-Georges et Saint-Patrice. Entre les deux guerres, les vétérans du Machine Gun Corps en offrent un troisième, Sainte-Geneviève, en mémoire de ceux de leurs compagnons tombés entre 1914 et 1918.
La nef et le chœur y sont éclairés par douze vitraux. Ils sont réalisés en 1914 par Raoul Cagnart maître-verrier à Amiens.

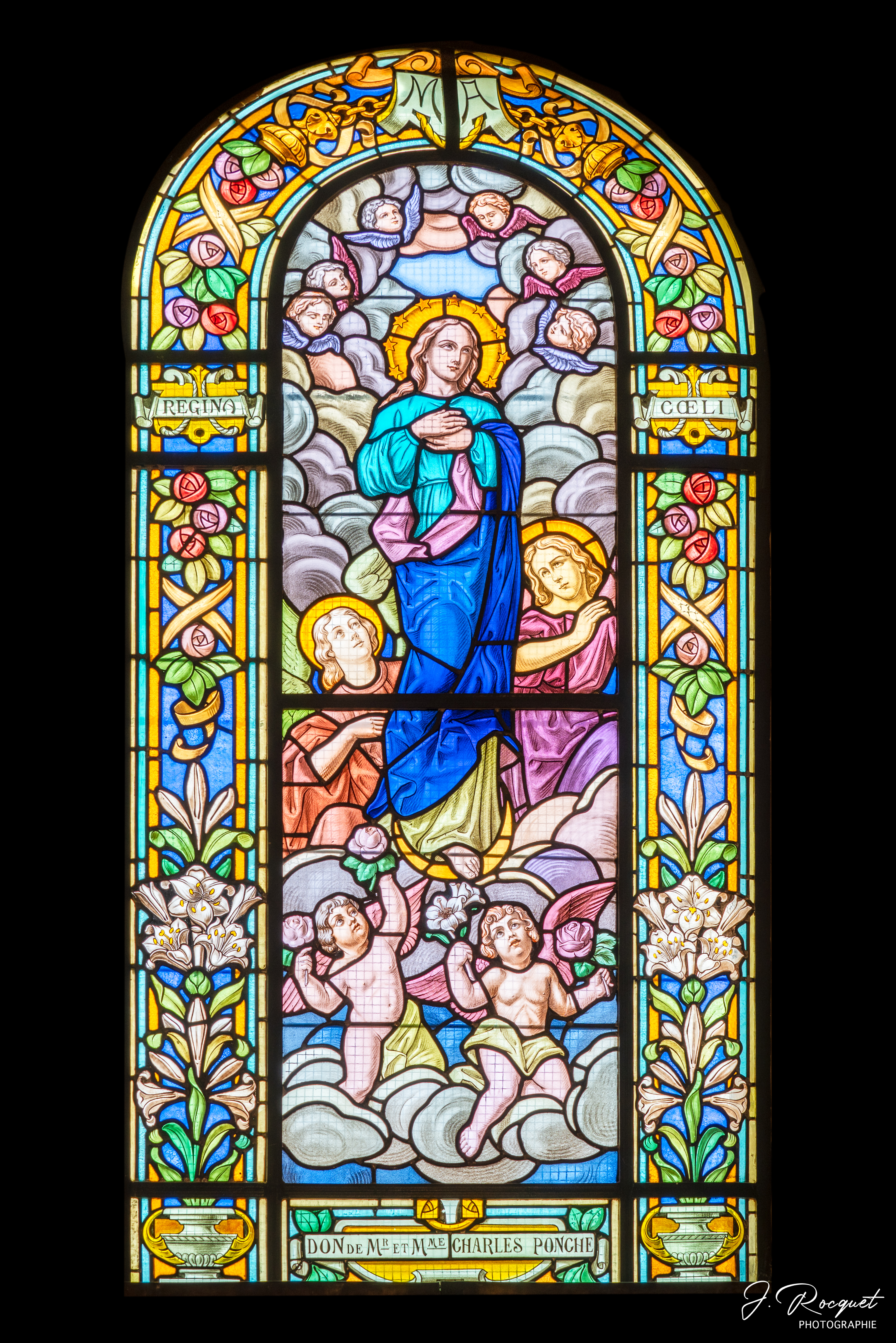
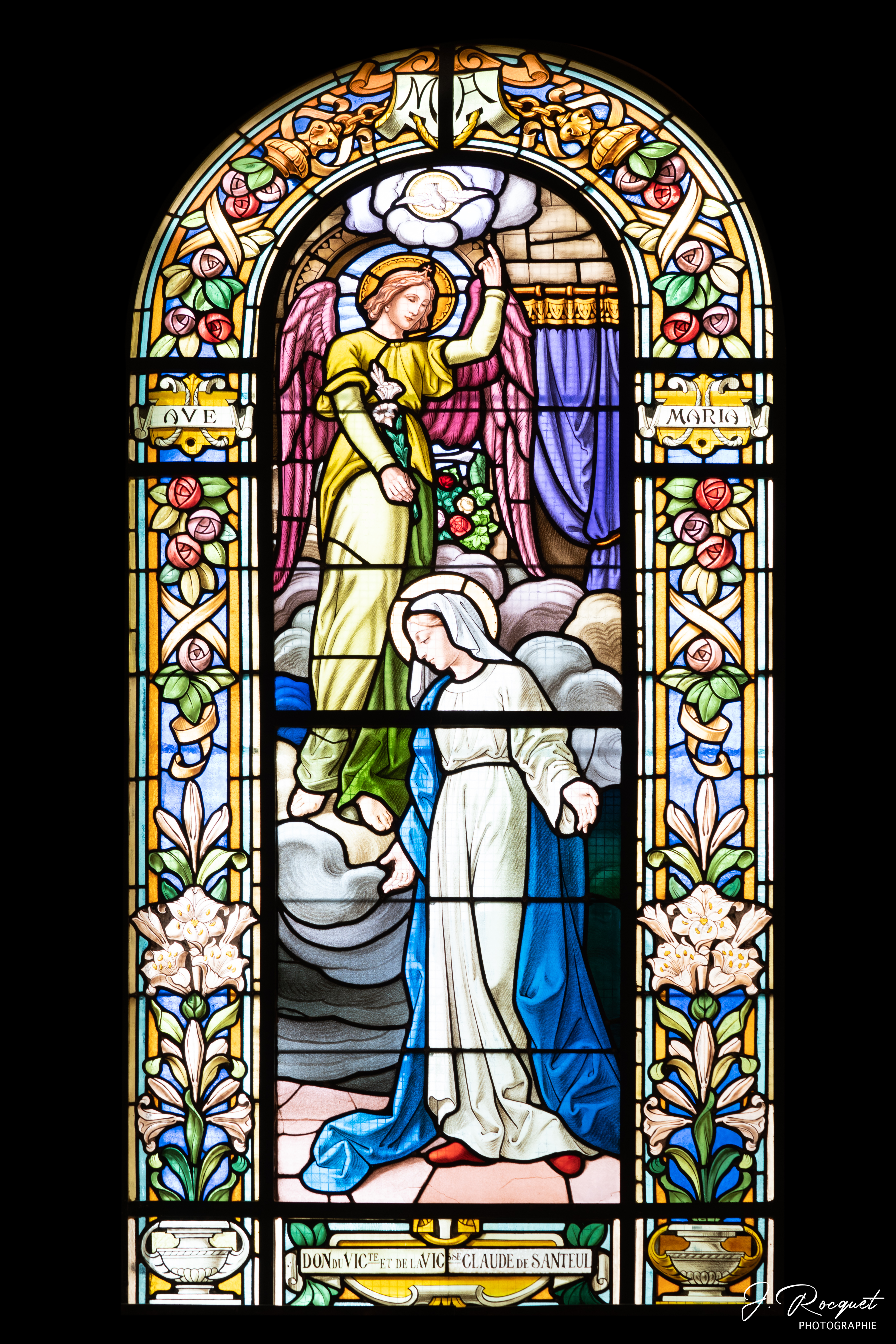
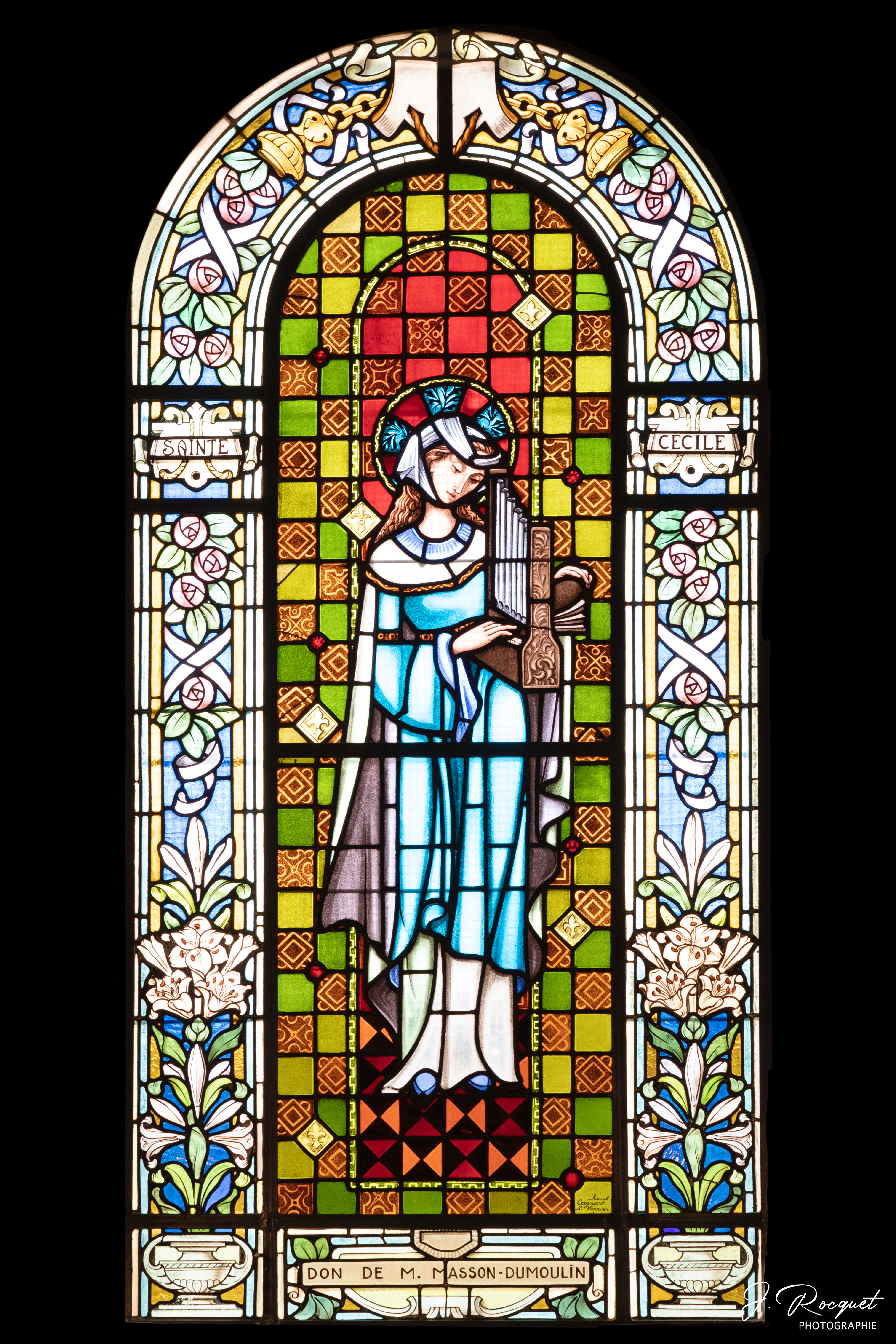
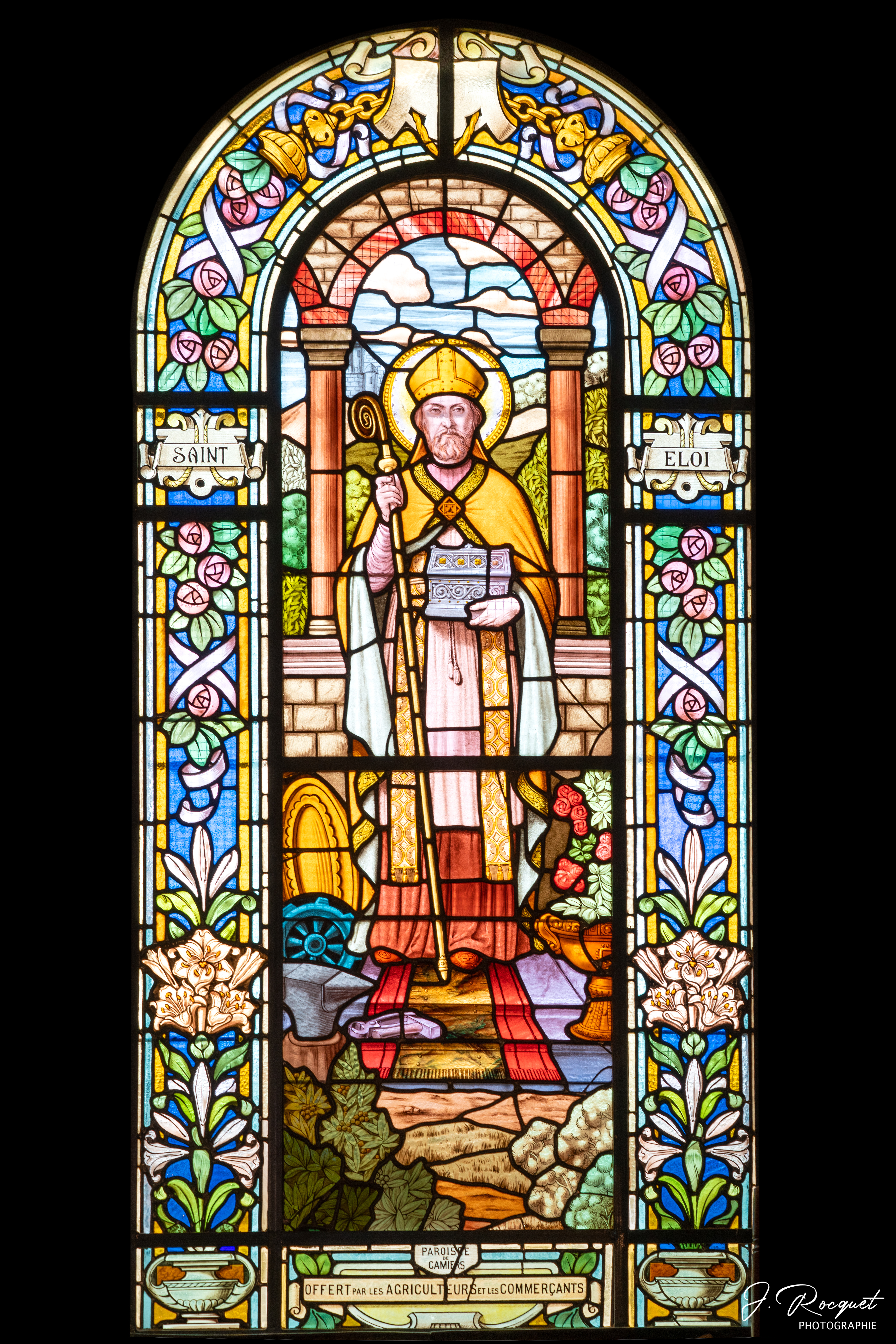
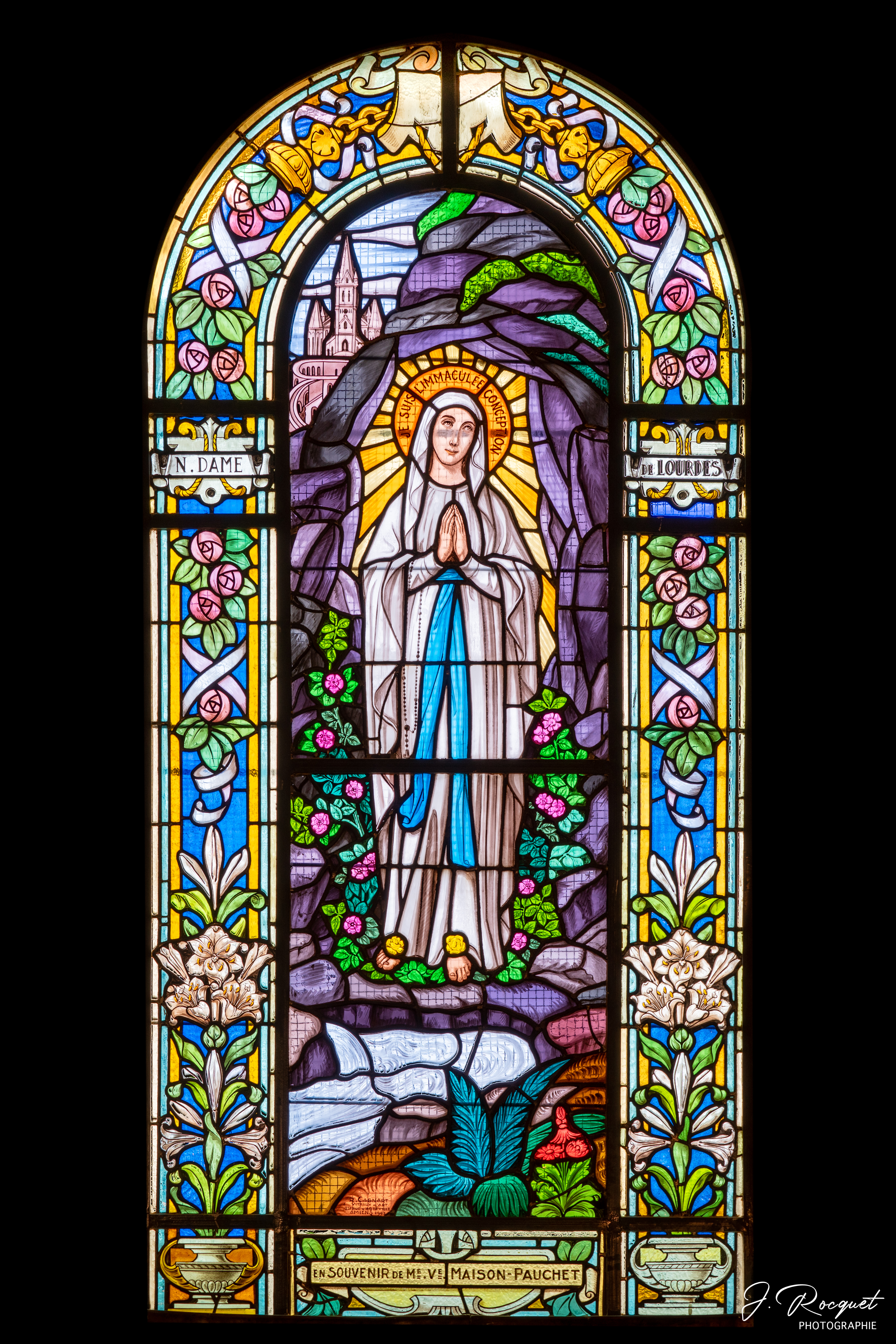
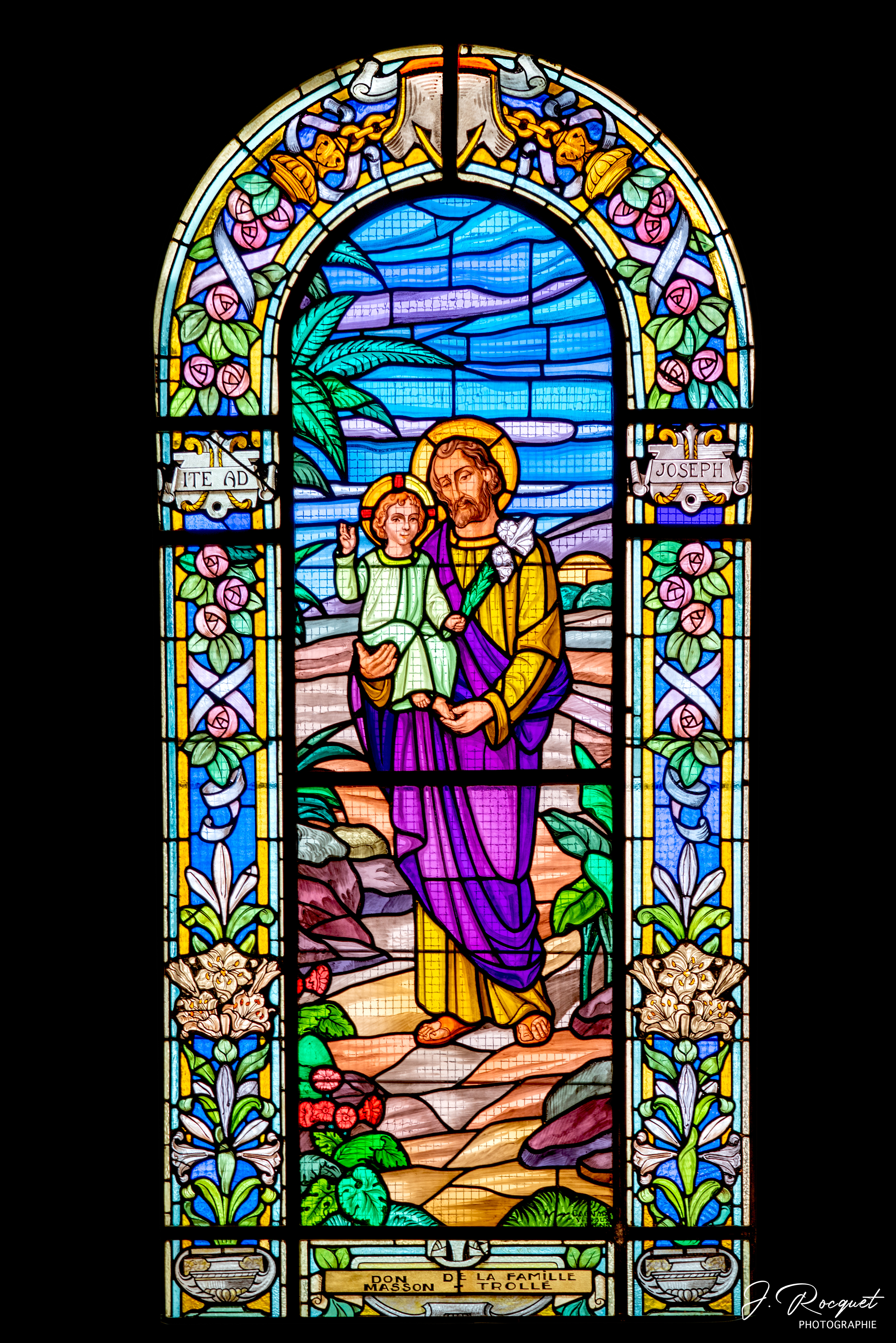
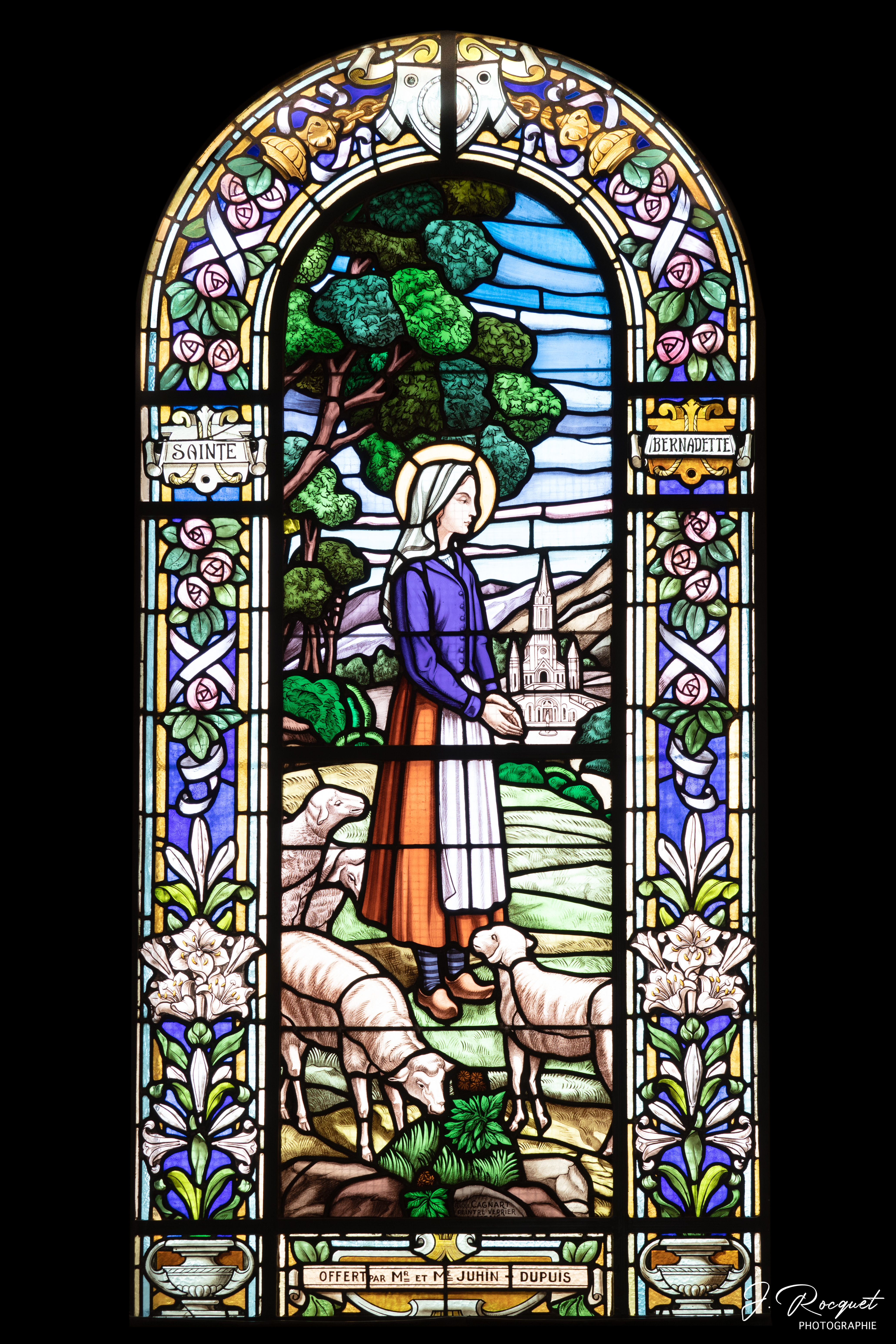
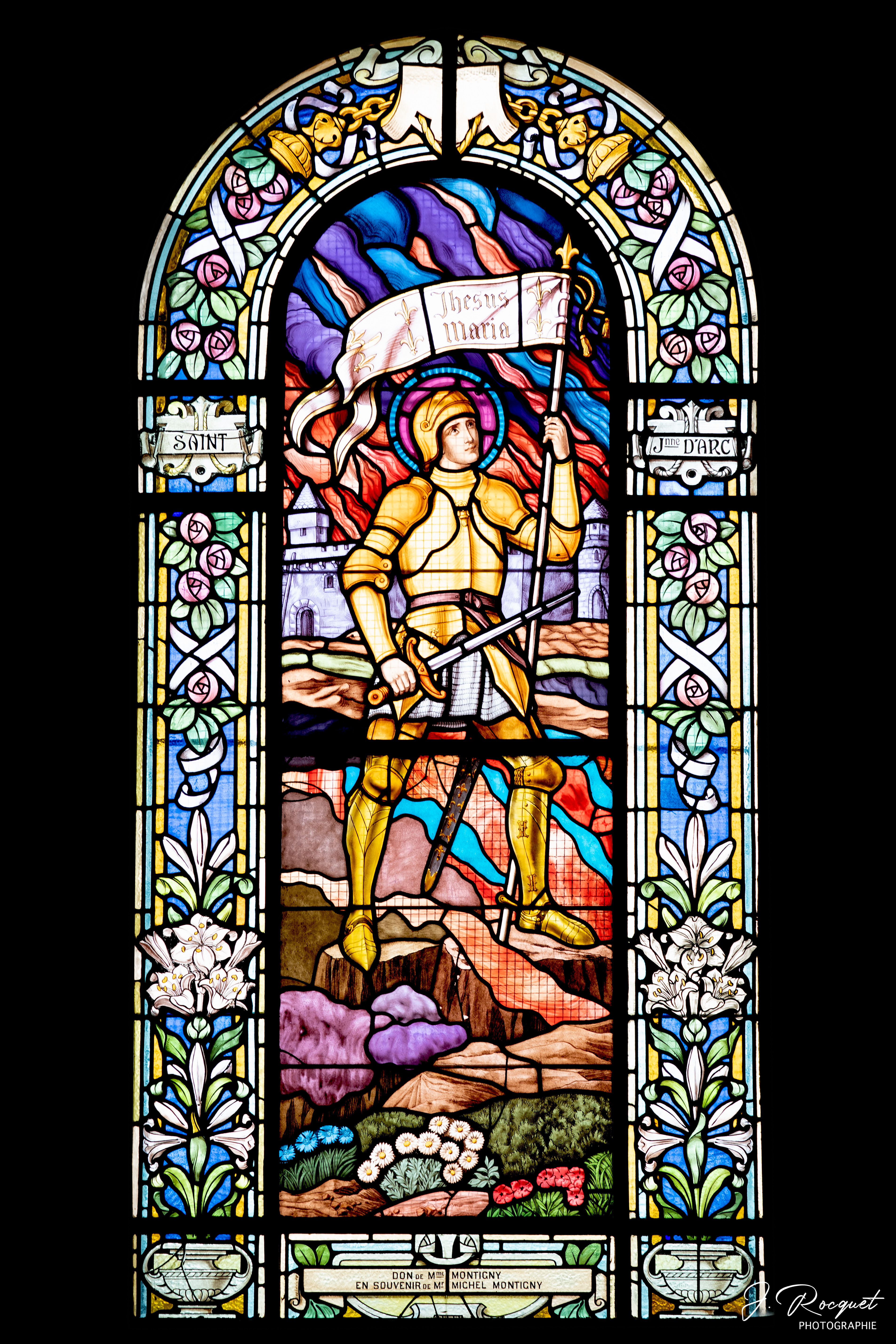
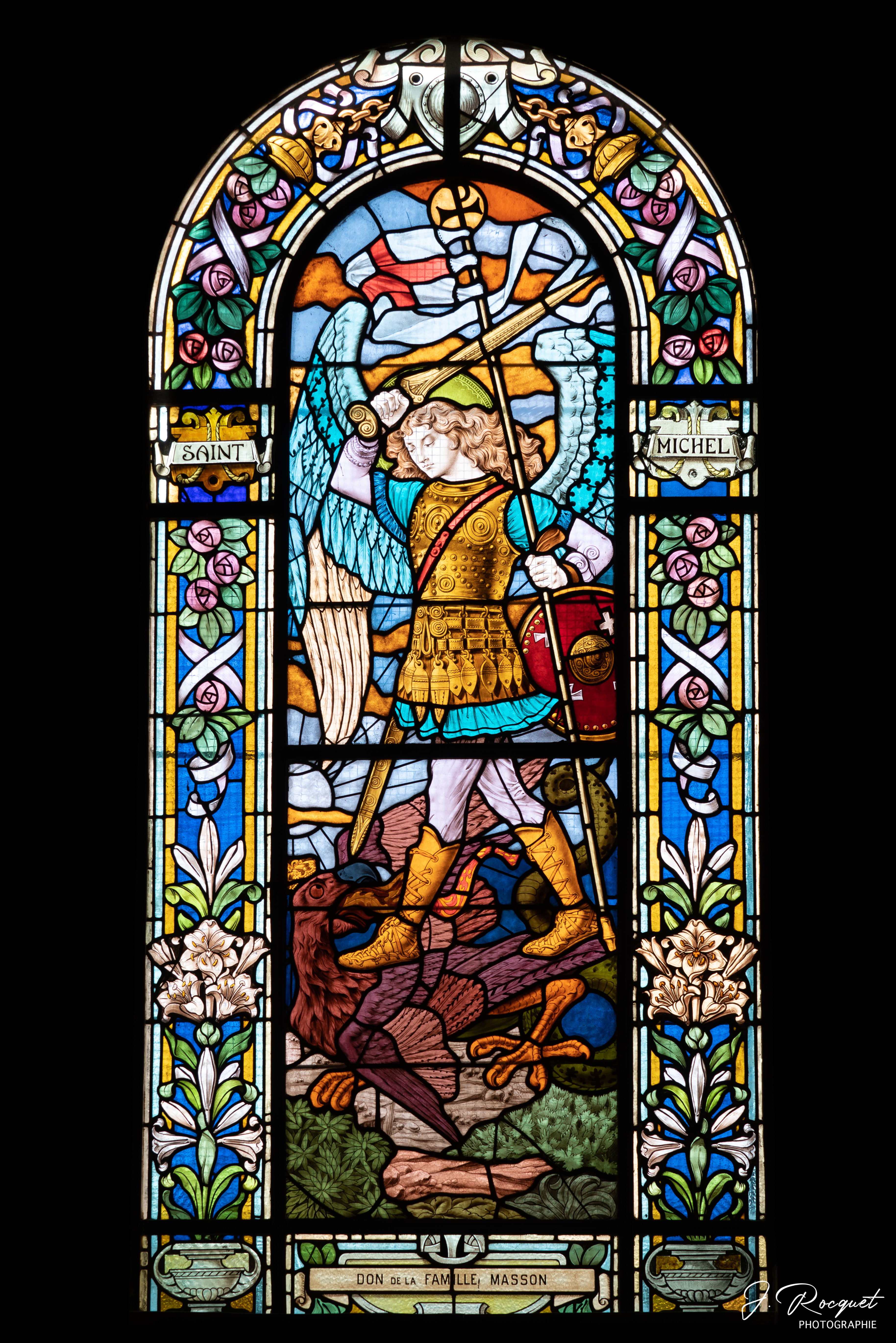
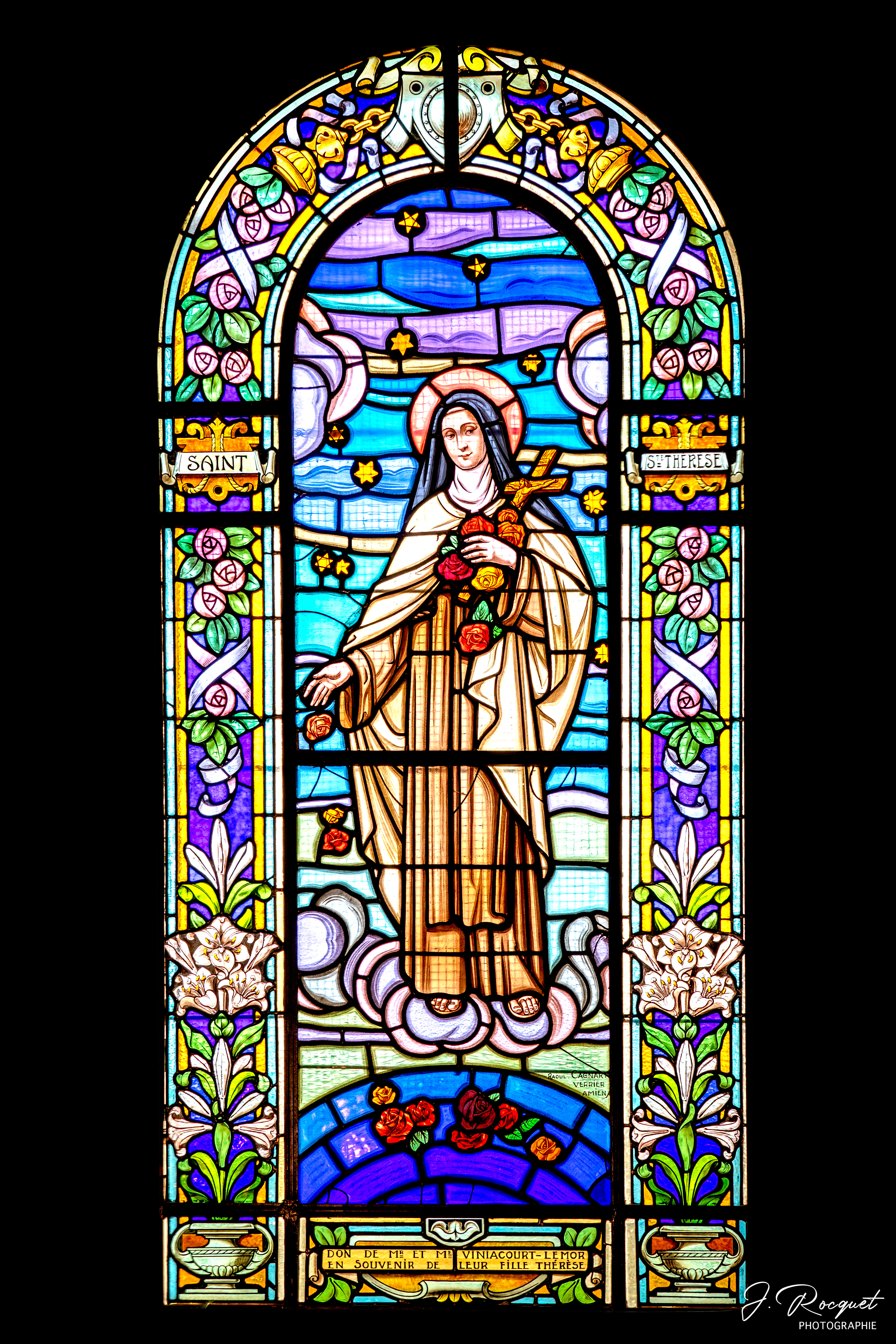
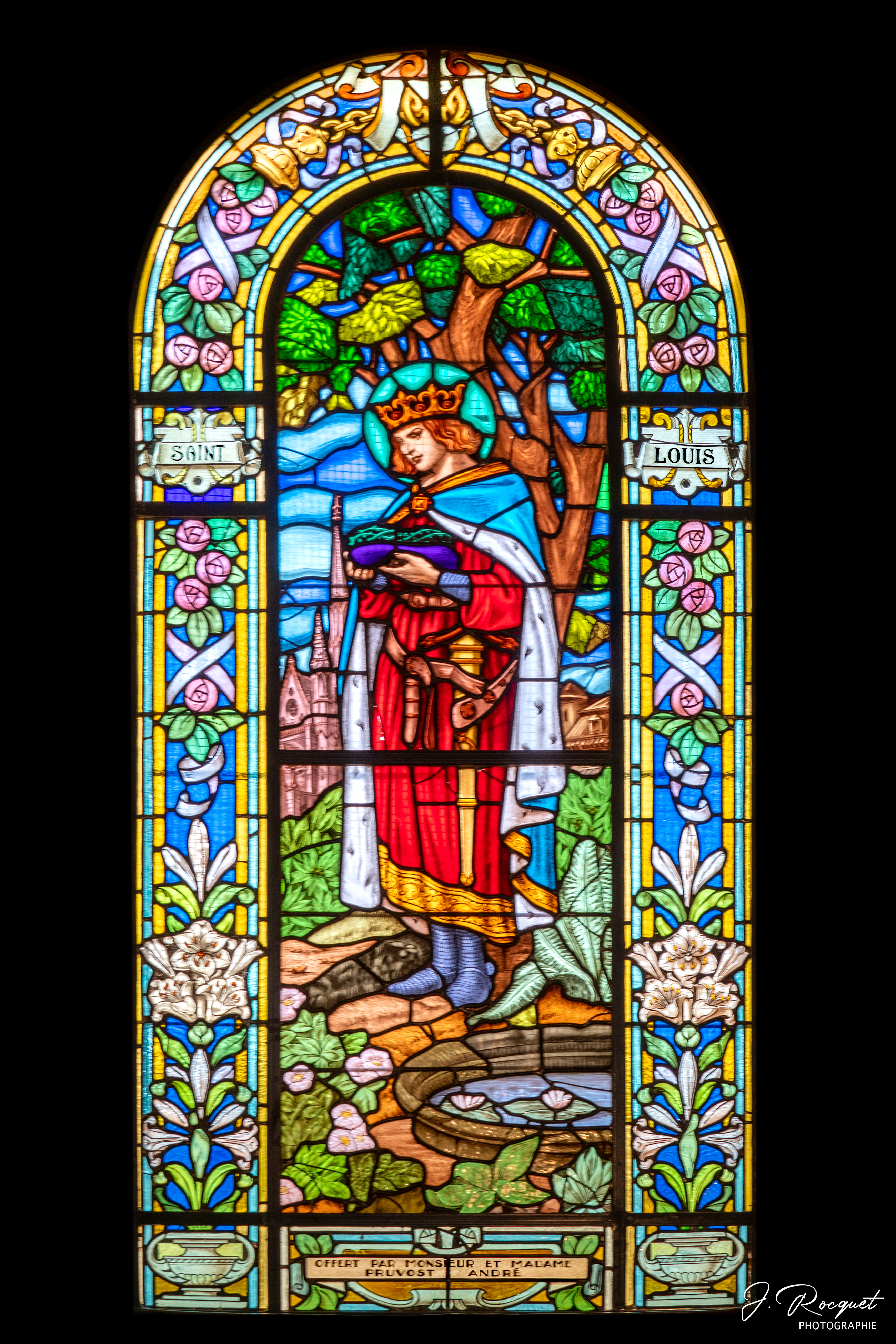
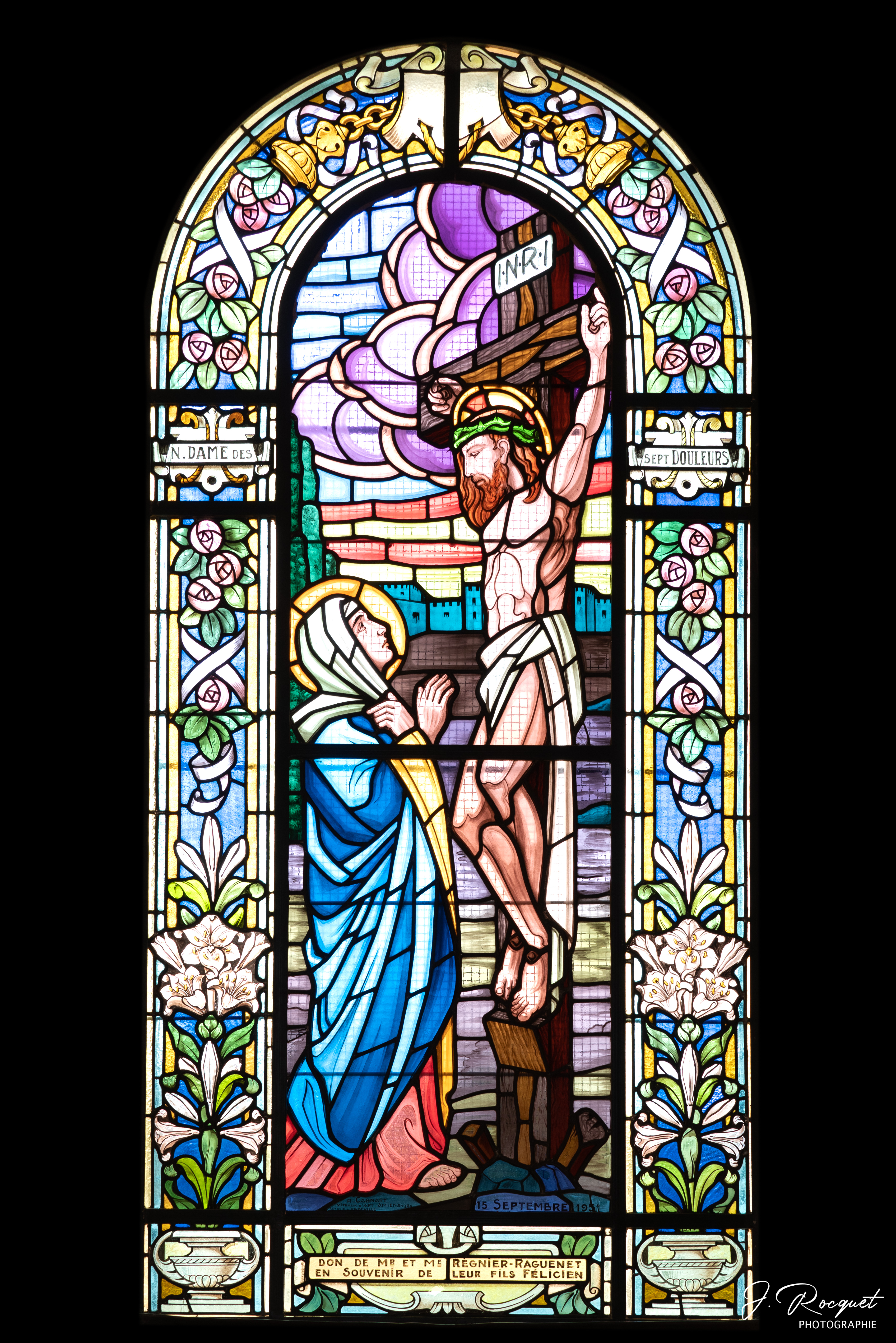

## Rénovation
L'église a fait l'objet d'importants travaux en 2008 et 2009 financés par la Fondation du patrimoine, le conseil général du Pas-de-Calais et plusieurs donateurs. Deux plaques fixées à l'entrée du bâtiment rappellent ces évènements.
Les douze vitraux sont nettoyés et restaurés en 2019, après démontage, aux établissements Brouard, vitraillistes à Ronchin.

## Paroisse
L'église est rattaché à la paroisse de « Notre-Dame de foy » au sein du doyenné de Berck-Montreuil, dépendant du diocèse d'Arras.